# Entoria
Entoria is een geslacht van Phasmatodea uit de familie Phasmatidae. De wetenschappelijke naam van dit geslacht is voor het eerst geldig gepubliceerd in 1875 door Carl Stål.

## Soorten
Het geslacht Entoria omvat de volgende soorten:
- Entoria baishanzuensis Chen & He, 1995
- Entoria banshoryoensis Shiraki, 1935
- Entoria bituberculata Bi, 1993
- Entoria continentalis Carl, 1913
- Entoria cornuta Ho, 2013
- Entoria denticornis Stål, 1875
- Entoria domonensis Shiraki, 1935
- Entoria formosana Shiraki, 1911
- Entoria fujianensis Cai & Liu, 1990
- Entoria fuzhouensis Cai & Liu, 1990
- Entoria gracilis Bi, 1993
- Entoria hainanensis Cai & Liu, 1990
- Entoria humilis Bi, 1993
- Entoria ishigakiensis Shiraki, 1935
- Entoria japonica Shiraki, 1911
- Entoria kiirunensis Shiraki, 1935
- Entoria koshunensis Shiraki, 1935
- Entoria laminata Cai & Liu, 1990
- Entoria longiopercula Shiraki, 1935
- Entoria magna Shiraki, 1911
- Entoria nuda Brunner von Wattenwyl, 1907
- Entoria okinawaensis Shiraki, 1935
- Entoria shinchikuensis Shiraki, 1935
- Entoria sichuanensis Cai & Liu, 1990
- Entoria taihokuensis Shiraki, 1935
- Entoria taitoensis Shiraki, 1935
- Entoria takaoensis Shiraki, 1935
- Entoria victoria Brock & Seow-Choen, 2000
- Entoria wuyiensis Cai & Liu, 1990
- Entoria wuzhishanense (Chen & Li, 2002)